# جيريمياه سترينج
جيريمياه سترينج (بالفنلندية: Jeremiah Streng)‏ هو لاعب كرة قدم فنلندي في مركز الهجوم، ولد في 8 نوفمبر 2001 في فآسا في فنلندا. شارك مع Finland national under-16 football team ‏ ومنتخب فنلندا تحت 17 سنة لكرة القدم ومنتخب فنلندا تحت 18 سنة لكرة القدم ومنتخب فنلندا تحت 19 سنة لكرة القدم. أما مع النوادي، فقد لعب مع سينايوين يالكابالوكيرهو.

## وصلات خارجية
- جيريمياه سترينج على موقع قاعدة بيانات كرة القدم.إي يو (الإنجليزية)
- جيريمياه سترينج على موقع Soccerway.com (الإنجليزية)
- جيريمياه سترينج على موقع عالم كرة القدم.نت (الإنجليزية)